# (2571) Geisei
(2571) Geisei es un asteroide perteneciente al cinturón de asteroides, descubierto el 23 de octubre de 1981 por Tsutomu Seki desde el Observatorio de Geisei, Geisei, Japón.

## Designación y nombre
Designado provisionalmente como 1981 UC. Fue nombrado Geisei en homenaje a Geisei ciudad desde la que fue descubierto el asteroide.